# إسماعيل بك بن ايواظ
إسماعيل بك بن قاسم ايواظ بك القاسمي (1695-1724م ) شيخ البلد ومن كبار البكوات المماليك في القرن الثامن عشر

الأمير المعظم والملاذ المفخم إسماعيل بك ابن الأمير الكبير إيواظ بك القاسمي، من بيت العز والسيادة والإمارة، نشأ في حجر والده في صيانة ورفاهية، وكان جميل الذات والصفات، وتقلد الإمارة والصنجقية بعد موت والده الشهيد في الفتنة الكبيرة سنة 1711م  وكان لها أهلًا ومحلًا، وكان عمره إذ ذاك ست عشرة سنة، وقد دبَّ عذاره وسمته النساء: قشطة بك.

## مشيخة البلد
مشيخة البلد منصب كان يتولاه أحد البكوات المماليك، كما يتولون إدارة المديريات، ويقابل محافظ القاهرة اليوم.
ولم يكن المنصب نفسه مهمًّا، لكن تراخي الباشوات واستفحال أمر المماليك جعل لهذا المنصب أهمية كبرى حتى أفضى بتوالي الأيام إلى صاحبه، وصار إليه الأمر والنهي.
ولما تولى السلطان «أحمد» كان على مشيخة البلد «قاسم عيواظ بك» فلما مات، خلفه ابنه «إسماعيل» وصادق الباشا على ذلك لظنه أن إسماعيل لصغر سنه، يكون آلة في يده يديرها كيف شاء، فازداد كدر «ذي الفقار بك» واشتد حنقه؛ لأنه كان ينتظر أن يئول ذلك المنصب إليه.
وكان «إسماعيل» عاقلًا حكيمًا كوالده، عارفًا وجه الربح والحق، فسعى في الوفاق مع طائفة الفقارية، فاتحدت الطائفتان على الباشا. وكان إسماعيل من الجهة الأخرى يظهر الطاعة والرضوخ لأحكام الباشا لأنه رئيسه، لكنه لم ينفك ساعيًا سرًّا في خلعه، فكتب عنه إلى الآستانة ففاز بعزله، فجاء غيره ثم أبدل بآخر فآخر و«إسماعيل بك» في منصبه يحبونه إلى ما يشبه العبادة.

## سياستة
ومما يحكى عنه أن أحد تجار القاهرة في أيامه واسمه: «عثمان» باع لأحد القبقجية (لقب الحرس السلطاني) ثلاثمائة قفة بُن إلى أجل مسمًّى، وكتب عليه بذلك صكًّا. فقبل الاستحقاق جاء الآستانة إعلان بخيانة القبقجي والحكم عليه بالإعدام حالًا، فجيء به إلى الباشا، فقتله، ووضع يده على تركته، وفيها البُن كما هو، فعلم «عثمان» التاجر بذلك، فعرض لإسماعيل ما كان من أمر البُن فأجبر الباشا أن يرجع البن لصاحبه قبل كل شيء، ففعل، فأصبح «عثمان» في حال من الامتنان لا يعرف كيف يبينها، فلاح له أن يهديه علبة مرصعة، وبضعة قناطير من السكر النقي، فرفض «إسماعيل بك» الهدية، وخاطب عثمان التاجر قائلًا: «إذا كان المال الذي حصلت عليه بواسطتي حقًّا لك، فأكون قد فعلت الواجب علي، والله يكافئني، فإذا قبلت هديتك أظلم نفسي. أما إذا كان هذا المال ليس لك وإنما حصلت عليه بالخيانة فقبولي هديتك يعد مشاركة لك في الخيانة، لكنني مع ذلك أقبل السكر الذي حملته إليَّ على أن تقبض ثمنه من وكيلي لأنني سآمره أن يدفعه إليك.».

## أعمال الخير
ويحكى عنه أيضًا أنه كان يأدب في ليالي رمضان مأدبات يجتمع إليها العلماء والفقهاء ومشائخ والقراء القرآن، ولم يكن يؤذن لغير هؤلاء في الحضور فيها. فرأى ذات ليلة رجلًا بين الحضور عليه ملامح الكآبة، فأوصى بعض الخدم متى انفض الاجتماع، أن يأتوا به إليه، ففعلوا. فلما حضر بين يديه، أعطاه مصحفًا، وأمره أن يتلو عليه سورة. فتوقف الرجل وَجِلًا، ثم ترامى على قدمي البيك متضرعًا وقال: «يعش سيدي البك إني رجل نجار لا أعرف القراءة، وإنما أتيت إلى هذه المأدبة متنكرًا بثوب الفقهاء لأملأ جوفي من الطعام، فإني في حالة من الفاقة شديدة.» فأنصفه. ولم يكتفِ بالإغضاء عن ذنبه لكنه جعله في عداد خَدَمَته، وجعل لعائلته راتبًا معينًا وصار هذا النجار بعد ذلك من أصدق الخدمة وأكثرهم عزة وهمة.
وما زال «إسماعيل بك» شيخًا للبلد ١٦ سنة، تقلَّب في أثنائها على «مصر» عدة باشوات كانوا اسمًا بلا مسمًّى.

## وفاتة
وكان لحسن سياسته قد أوقف الفقاريين عن كل حركة لتظاهره أنه على وفاق معهم، فلم يترك لهم فرصة يتحدون بها عليه، على أنه ارتكب خطأً واحدًا آل إلى قتله. وذلك أن أحد المماليك الفقارية واسمه «ذو الفقار» أيضًا كان له عقار يقوم بنفقات عائلته، فاختلسه منه أحد المماليك القاسمية — من مماليك إسماعيل — فرفع «ذو الفقار» دعواه إلى شيخ البلد إسماعيل، فلم يصغِ لطلبه فرفع دعواه إلى زعيم الفقارية، ويقال له «شركس بك». وكان خصمًا لإسماعيل بك بالفطرة، فسار إلى الباشا وخاطبه بشأن تصرف إسماعيل. وكان في قلب الباشا حزازات من الحسد عليه، فوافقه على الإيقاع به.
فوافقه على رأيه، وعين لتلك الفعلة أول يوم يجتمع فيه الديوان. وأمر مملوكه «ذو الفقار» أن يستعد لإجرائها، فقبل اعتمادًا على وعد الباشا. ففي اليوم المعين، جاء «ذو الفقار» إلى الديوان وفيه «إسماعيل بك» فتقدم إليه وقبَّل يده قائلًا: أرجو أن تأمر بإرجاع عقاري إليَّ. فأجابه «إسماعيل بك» سننظر في طلبك هذا. فألح عليه، فانتهره، فاستلَّ خنجرًا ماضيًا بَقَر به بطنه، فتدفقت أمعاؤه، ومات ساعته في وسط الديوان، فهجم رجال الباشا، وقتلوا كل من كان هناك من رجال إسماعيل، ولم ينجُ منهم إلا سريع العدو. هكذا كانت نهاية حكم إسماعيل بك سنة ١١٣٦ه 1724م فنقلت جثته إلى بيته، ثم دفنت بجانب جثة أبيه بجوار باب اللوق.